# Seznam dílů seriálu Jekatěrina
Toto je seznam dílů seriálu Jekatěrina. Ruské historické drama Jekatěrina mělo premiéru na stanici Russia-1.

## Přehled řad
| Řada | Díly | Premiéra v Rusku   | Premiéra v Rusku   |
| Řada | Díly | První díl          | Poslední díl       |
| ---- | ---- | ------------------ | ------------------ |
| 1    | 12   | 24. listopadu 2014 | 27. listopadu 2014 |
| 2    | 12   | 27. února 2017     | 7. března 2017     |

## Seznam dílů

### První řada (2014)
| Č. v seriálu | Č. v řadě | Původní název | Režie                             | Scénář     | Premiéra v Rusku   |
| ------------ | --------- | ------------- | --------------------------------- | ---------- | ------------------ |
| 1            | 1         | Часть 1       | Aleksandr Baranov a Ramil Sabitov | Arif Aliev | 24. listopadu 2014 |
| 2            | 2         | Часть 2       | Aleksandr Baranov a Ramil Sabitov | Arif Aliev | 24. listopadu 2014 |
| 3            | 3         | Часть 3       | Aleksandr Baranov a Ramil Sabitov | Arif Aliev | 24. listopadu 2014 |
| 4            | 4         | Часть 4       | Aleksandr Baranov a Ramil Sabitov | Arif Aliev | 25. listopadu 2014 |
| 5            | 5         | Часть 5       | Aleksandr Baranov a Ramil Sabitov | Arif Aliev | 25. listopadu 2014 |
| 6            | 6         | Часть 6       | Aleksandr Baranov a Ramil Sabitov | Arif Aliev | 25. listopadu 2014 |
| 7            | 7         | Часть 7       | Aleksandr Baranov a Ramil Sabitov | Arif Aliev | 26. listopadu 2014 |
| 8            | 8         | Часть 8       | Aleksandr Baranov a Ramil Sabitov | Arif Aliev | 26. listopadu 2014 |
| 9            | 9         | Часть 9       | Aleksandr Baranov a Ramil Sabitov | Arif Aliev | 26. listopadu 2014 |
| 10           | 10        | Часть 10      | Aleksandr Baranov a Ramil Sabitov | Arif Aliev | 27. listopadu 2014 |
| 11           | 11        | Часть 11      | Aleksandr Baranov a Ramil Sabitov | Arif Aliev | 27. listopadu 2014 |
| 12           | 12        | Часть 12      | Aleksandr Baranov a Ramil Sabitov | Arif Aliev | 27. listopadu 2014 |

### Druhá řada (2017)
| Č. v seriálu | Č. v řadě | Původní název | Režie          | Scénář | Premiéra v Rusku |
| ------------ | --------- | ------------- | -------------- | ------ | ---------------- |
| 13           | 1         | Часть 1       | Dmitri Iosifov |        | 27. února 2017   |
| 14           | 2         | Часть 2       | Dmitri Iosifov |        | 27. února 2017   |
| 15           | 3         | Часть 3       | Dmitri Iosifov |        | 28. února 2017   |
| 16           | 4         | Часть 4       | Dmitri Iosifov |        | 28. února 2017   |
| 17           | 5         | Часть 5       | Dmitri Iosifov |        | 1. března 2017   |
| 18           | 6         | Часть 6       | Dmitri Iosifov |        | 1. března 2017   |
| 19           | 7         | Часть 7       | Dmitri Iosifov |        | 2. března 2017   |
| 20           | 8         | Часть 8       | Dmitri Iosifov |        | 2. března 2017   |
| 21           | 9         | Часть 9       | Dmitri Iosifov |        | 6. března 2017   |
| 22           | 10        | Часть 10      | Dmitri Iosifov |        | 6. března 2017   |
| 23           | 11        | Часть 11      | Dmitri Iosifov |        | 7. března 2017   |
| 24           | 12        | Часть 12      | Dmitri Iosifov |        | 7. března 2017   |